# Apistogramma
Apistogramma is een geslacht van 70 soorten uit de familie Cichlidae. Het zijn zogenaamde dwergcichliden die voorkomen in tropische gebieden van het Amazonebekken en Venezuela.

## Kenmerken
Apistogramma betekent letterlijk 'onregelmatige zijlijn', een verwijzing naar een gemeenschappelijk kenmerk binnen dit geslacht, de donkere band schuin over de kop, van het oog naar het kieuwdeksel. Bij de meeste soorten is er een groot verschil tussen mannetjes en vrouwtjes, waarbij de mannetjes groter, en meer gekleurd zijn dan de vrouwtjes. De mannetjes zijn tussen de 7 en 9 cm lang.

## Als aquariumvis
Sommige soorten uit dit geslacht van dwergcichliden zijn erg gewild als siervis in een aquarium waarin veel schuilgelegenheid aanwezig is in de vorm van waterplanten en kienhout. Het zijn betrekkelijk rustige vissen die niet agressief zijn tegen andere vissoorten (uit een ander geslacht). Ze zijn wel territoriaal en deze vis stelt hoge eisen aan de chemische samenstelling van het water. In het Amazonegebied komen ze voor in kalkarm, licht zuur water; het aquariumwater moet aan deze eisen voldoen. Mensen die geen ervaring hebben met het houden van deze vissoorten wordt afgeraden om dwergcichliden van het geslacht Apistogramma te houden. Het vrouwtje is een zeer zorgzame moeder voor eitjes en jongen.

## Lijst van soorten
| - Apistogramma acrensis Staeck, 2003 - Apistogramma agassizii (Steindachner, 1875) - Apistogramma aguarico Römer & Hahn, 2013 - Apistogramma alacrina Kullander, 2004 - Apistogramma allpahuayo Römer, Beninde, Duponchelle et al., 2012 - Apistogramma amoena (Cope, 1872) - Apistogramma angayuara Kullander & Ferreira, 2005 - Apistogramma arua Römer & Warzel, 1998 - Apistogramma atahualpa Römer, 1997 - Apistogramma baenschi Römer, Hahn, Römer, Soares & Wöhler, 2004 - Apistogramma barlowi Römer & Hahn, 2008 - Apistogramma bitaeniata Pellegrin, 1936 - Apistogramma borellii (Regan, 1906) - Apistogramma brevis Kullander, 1980 - Apistogramma cacatuoides Hoedeman, 1951 - Apistogramma caetei Kullander, 1980 - Apistogramma caudomaculata Mesa & Lasso, 2011 - Apistogramma commbrae (Regan, 1906) - Apistogramma cruzi Kullander, 1986 - Apistogramma diplotaenia Kullander, 1987 - Apistogramma elizabethae Kullander, 1980 - Apistogramma eremnopyge Ready & Kullander, 2004 - Apistogramma erythrura Staeck & Schindler, 2008 - Apistogramma eunotus Kullander, 1981 - Apistogramma flabellicauda Mesa & Lasso, 2011 - Apistogramma geisleri Meinken, 1971 - Apistogramma gephyra Kullander, 1980 - Apistogramma gibbiceps Meinken, 1969 - Apistogramma gossei Kullander, 1982 - Apistogramma guttata Antonio C., Kullander & Lasso A., 1989 - Apistogramma helkeri Schindler & Staeck, 2013 - Apistogramma hippolytae Kullander, 1982 - Apistogramma hoignei Meinken, 1965 - Apistogramma hongsloi Kullander, 1979 - Apistogramma huascar Römer, Pretor & Hahn, 2006 - Apistogramma inconspicua Kullander, 1983 - Apistogramma iniridae Kullander, 1979 - Apistogramma inornata Staeck, 2003 - Apistogramma intermedia Mesa & Lasso, 2011 - Apistogramma juruensis Kullander, 1986 - Apistogramma lineata Mesa & Lasso, 2011 - Apistogramma linkei Koslowski, 1985 - Apistogramma luelingi Kullander, 1976 | - Apistogramma macmasteri Kullander, 1979 - Apistogramma martini Römer, Hahn, Römer, Soares & Wöhler, 2003 - Apistogramma megaptera Mesa & Lasso, 2011 - Apistogramma meinkeni Kullander, 1980 - Apistogramma mendezi Römer, 1994 - Apistogramma minima Mesa & Lasso, 2011 - Apistogramma moae Kullander, 1980 - Apistogramma nijsseni Nijssen & Kullander, 1979 - Apistogramma norberti Staeck, 1991 - Apistogramma nororientalis Mesa & Lasso, 2011 - Apistogramma ortmanni (Eigenmann, 1912) - Apistogramma panduro Römer, 1997 - Apistogramma pantalone Römer, Römer, Soares & Hahn, 2006 - Apistogramma paucisquamis Kullander & Staeck, 1988 - Apistogramma paulmuelleri Römer, Beninde, Duponchelle et al., 2013 - Apistogramma payaminonis Kullander, 1986 - Apistogramma pedunculata Mesa & Lasso, 2011 - Apistogramma personata Kullander, 1980 - Apistogramma pertensis (Haseman, 1911) - Apistogramma piaroa Mesa & Lasso, 2011 - Apistogramma piauiensis Kullander, 1980 - Apistogramma playayacu Römer, Beninde & Hahn, 2011 - Apistogramma pleurotaenia (Regan, 1909) - Apistogramma pulchra Kullander, 1980 - Apistogramma regani Kullander, 1980 - Apistogramma resticulosa Kullander, 1980 - Apistogramma rositae Römer, Römer & Hahn, 2006 - Apistogramma rubrolineata Hein, Zarske & Zapata, 2002 - Apistogramma rupununi Fowler, 1914 - Apistogramma salpinction Kullander & Ferreira, 2005 - Apistogramma similis Staeck, 2003 - Apistogramma staecki Koslowski, 1985 - Apistogramma steindachneri (Regan, 1908) - Apistogramma taeniata (Günther, 1862) - Apistogramma trifasciata (Eigenmann & Kennedy, 1903) - Apistogramma tucurui Staeck, 2003 - Apistogramma uaupesi Kullander, 1980 - Apistogramma urteagai Kullander, 1986 - Apistogramma velifera Staeck, 2003 - Apistogramma viejita Kullander, 1979 - Apistogramma wapisana Römer, Hahn & Conrad, 2006 |